# Johann Peter Joseph Monheim

Johann Peter Joseph Monheim; Stich nach dem Gemälde von Carl Schmid

Johann Peter Joseph Monheim (* 23. Mai 1786 in Aachen; † 1. Dezember 1855 ebenda) war ein deutscher Apotheker, Chemiker und Politiker.

## Familie
Johann Peter Joseph Monheim wurde als ältester Sohn des Apothekers Andreas Monheim (1750–1804) und Anna Maria Gertrud Monheim, geb. Peuschgens (1751–1814) geboren. Der Vater war 1775 aus Köln zugewandert und wurde zunächst Teilhaber und ab 1788 Alleininhaber der Apotheke im Haus Monheim (das seit 1958 das Aachener Couven-Museum beherbergt). Von 1797 bis 1798 war er der letzte Bürgermeister Aachens nach reichsstädtischer Verfassung.
Johann Peter Joseph hatte zwei Geschwister, Catherina (1788–1863) und Heinrich (* 1791), der schon als Säugling starb.
Am 4. November 1809 heiratete er die damals neunzehnjährige Lucia Dorothea Emonts (* 29. Januar 1790 in Xanten; † 18. Dezember 1848 in Aachen). In diese Ehe wurden zwischen 1811 und 1830 elf Kinder geboren, 5 Söhne und 6 Töchter, von denen zwei jung starben. Der älteste Sohn Viktor übernahm später die väterliche Apotheke, der jüngste Sohn Leonard führte die Schokoladenherstellung ein und legte damit den Grundstein für die Trumpf Schokolade.

## Ausbildung und Beruf

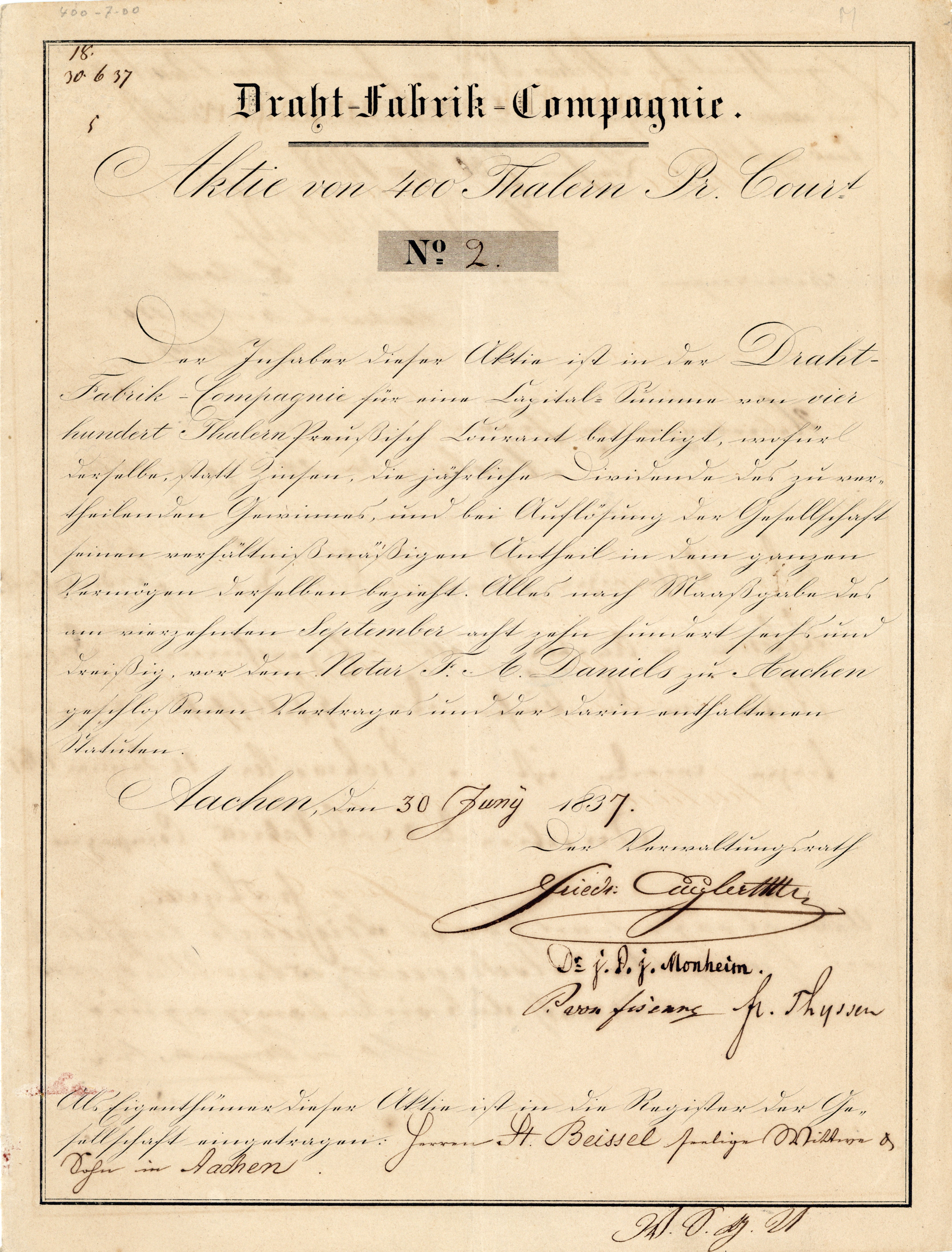
Aktie der Draht-Fabrik-Compagnie über 400 Talern, ausgestellt in Aachen am 30. Juni 1837, im Original unterschrieben von dem Gründer Friedrich Thyssen und von Dr. Johann Peter Joseph Monheim, Mitglied bereits des ersten Verwaltungsrats der Compagnie

Nach dem Schulabschluss am reichsstädtischen Marianum begann Monheim 1804 eine Apothekerlehre in der Paradies-Apotheke in Köln. 1806 bis 1808 studierte er an der Pharmazeutischen Schule in Paris, wo er als Assistent von Louis-Nicolas Vauquelin arbeitete. 1809 übernahm er die väterliche Apotheke, die er bis 1853 führte. 1811 machte er in Paris das Apothekerexamen. Die Universität Göttingen promovierte ihn 1815 zum Dr. phil.
In Aachen richtete er nach der Übernahme der väterlichen Apotheke in der Antoniusstraße eine zusätzliche chemische Fabrik ein, die später von seinem Sohn Viktor Monheim und danach von dessen Sohn Johannes Theodor Monheim weiter betrieben wurde und die am 29. Juni 1883 in Brand geriet. Darüber hinaus richtete er nach dem Erwerb von Gut Diepenbenden als Familiensitz im Jahr 1830 die dortige vormalige chemische Fabrik, in der zuvor Salmiak und Berliner Blau für die Tuchindustrie hergestellt wurde, für seine eigenen Forschungen ein.
Durch die chemische Analyse der Aachener Quellen hat er sich als Balneologe einen Namen gemacht und die kritisch-wissenschaftliche Methodik in der Toxikologie und in der Quellwasseranalyse profiliert. Zu seinen wichtigsten Arbeiten zählt die Analyse der Mineralwässer in Aachen, Burtscheid, Spa, Malmedy und Heilstein. Mehrere wissenschaftliche Gesellschaften ernannten ihn zu ihrem korrespondierenden Mitglied, so die Akademie gemeinnütziger Wissenschaften zu Erfurt und die Gesellschaft Naturforschender Freunde zu Berlin. Bei der 25. Versammlung der Gesellschaft deutscher Naturforscher und Ärzte 1847 in Aachen hatte Monheim den Vorsitz.
Seit 1848 schwer erkrankt, starb Johann Peter Joseph Monheim am 1. Dezember 1855 tief betrauert in Aachen. „Die öffentlichen Ämter suchten ihn, nicht er sie, und wo er stand, widmete er seine ganze Kraft der Erfüllung der übernommenen Pflichten“ hieß es in einem Nachruf. 1868 wurde der Straßenzug vor dem Aachener Kurhaus ihm zu Ehren in Monheimsallee umbenannt.

## Politische Karriere
Von 1826 bis 1843 war Monheim Mitglied des Rheinischen Provinziallandtages. Hier tat er sich besonders durch sein Eintreten für die Befreiung des Kölner Erzbischofs Clemens August Droste zu Vischering aus dem Hausarrest auf dem 6. Rheinischen Provinziallandtag 1841 hervor. Darüber hinaus richtete er am 28. März 1823 das so genannte „Vincenzspital“ für unheilbar Kranke und altersschwache Patienten im ehemaligen Annuntiatenkloster Aachen ein. Von 1832 bis 1850 war Monheim Mitglied des Aachener Stadtrats und setzte sich dort für den Ausbau des Schulwesens ein. So war er unter anderem an der Gründung der „Höheren Bürgerschule“ in Aachen maßgeblich beteiligt.

## Porträt
Johann Peter Josef Monheim ließ sich ca. 1826 von Carl Schmid porträtieren.

## Soziales Engagement
Im Zusammenhang mit der Industrialisierung entstanden in Aachen ein Industrieproletariat und damit auch große soziale Probleme. Monheim war von 1817 bis 1822 Mitglied der Wohltätigkeitskommission und ab 1823 Mitglied der Nachfolgeorganisation, der Armenverwaltungskommission. 1823 initiierte Monheim die Gründung des Vinzenzspitals, eines Spitals für unheilbar Kranke unter der armen Bevölkerung Aachens und war 1830 maßgeblich am Aufbau des Aachener Marianneninstituts, eine Entbindungsstation für arme Wöchnerinnen, beteiligt.

## Mitgliedschaft in Vereinen
Monheim war in zahlreichen wissenschaftlichen Vereinen in Deutschland und im Ausland tätig, darunter:
- Gesellschaft Naturforschender Freunde zu Berlin
- Akademie gemeinnütziger Wissenschaften zu Erfurt
- Gesellschaft für Wissenschaften und Künste zu Strassburg
- Wetterauische Gesellschaft für die gesamte Naturkunde in Hanau
- Naturforschende Gesellschaft in Halle
- Gesellschaft für Wissenschaften und Künste zu Lille
- Apotheker-Gesellschaften zu St. Petersburg und Paris
- Medizinischen Gesellschaft zu Brüssel
- Niederrheinische Gesellschaft für Natur- und Heilkunde zu Bonn
- Ehrenmitglied des Apotheker-Vereins im nördlichen Teutschland
- Gründungsmitglied des Vereins zur Unterstützung unbemittelter auswärtiger Brunnen- oder Badebedürftiger an den Mineralquellen zu Aachen und Burtscheid
- Dirigent der zweiten Abteilung der Aachener Armen-Verwaltung

## Ehrungen
- 1850 Verleihung des roten Adlerordens 3. Klasse mit der Schleife durch König Friedrich Wilhelm IV.
- 1851 Verleihung des Piusordens II. Klasse durch Papst Pius IX.
- 1868 benennt der Rat der Stadt Aachen die Straße vom Kölntor zum Sandkaultor „Monheimsallee“

## Schriften
- Gerhard Reumont, J. P. J. Monheim: Analyse des eaux sulfureuses d'Aix-la-Chapelle. Aachen 1810
- J. P. J. Monheim: Analyse des eaux thermales de Borcette, suivie de l'examen du gaz azote sulfuré dégagé des source sulfureuses tant d'Aix-la-Chapelle que de Borcette. Aachen – Paris – Frankfurt, 1811 Digitalisat
- J. P. J. Monheim: Chemische Abhandlung über die in Aachen gefundene gediegene Eisen-Masse. Aachen 1816
- Georg von Sartorius, J. P. J. Monheim: Medizinisch-chemische Untersuchung zweier Zink-Vergiftungen. DuMont-Schauberg, Köln 1826
- Georg von Sartorius, J. P. J. Monheim: Medizinisch-chemische Untersuchung einer an dreien Personen verübten Arsenik-Vergiftungen. DuMont-Schauberg, Köln 1826
- J. P. J. Monheim: Die Heilquellen von Aachen, Burtscheid, Spaa, Malmedy und Heilstein in ihren historischen, geognostischen, physischen, chemischen und medizinischen Beziehungen. Jacob Anton Mayer, Aachen 1829  (Google), Digitalisat